# هتی بلوک
هتی بلوک (هلندی: Hetty Blok; ۶ ژانویهٔ ۱۹۲۰ – ۶ نوامبر ۲۰۱۲) هنرپیشه، خواننده، و کارگردان نمایش اهل هلند بود.